# ادوارد شواردنادزه
اِدوارْدْ آمْبْرُسیسْ دْزِ شِوارْدْنادْزه (به گرجی: ედუარდ ამბროსის ძე შევარდნაძე) (زاده ۲۵ ژانویه ۱۹۲۸ – درگذشته ۷ ژوئیه ۲۰۱۴) سیاست‌مدار گرجی، آخرین وزیر امور خارجه شوروی و چهار سال پس از فروپاشی شوروی در سال ۱۹۹۵ دومین رئیس‌جمهور گرجستان شد.

## فعالیت‌های سیاسی در شوروی
ادوارد شواردنادزه در سال ۱۹۲۸ در روستای ماماتی حومه شهر لانچخوتی در غرب گرجستان به دنیا آمد و در سن ۱۸ سالگی به شاخه جوانان حزب کمونیست پیوست. او در سال ۱۹۷۲ به عنوان دبیر اول حزب کمونیست انتخاب شد. شواردنادزه از سال ۱۹۸۵ تا زمان فروپاشی شوروی وزیر امور خارجه بود و نقشی مهم در پایان دادن به دوره جنگ سرد و فروریختن دیوار برلین ایفا کرد. این پست با کنار رفتن آندره گرومیکو خالی شده بود. شواردنادزه در سال ۱۹۹۰ برای مدت کوتاهی از مقام وزارت خارجه کناره گرفت اما در سال ۱۹۹۱ و در آستانه فروپاشی شوروی دوباره به این پست بازگشت. برخی آمارها می‌گوید زمانی که وی وزیر امور داخلی گرجستان بود، وزارت تحت امر او ۲۵ هزار نفر را در جریان مبارزه با فساد دستگیر کرد که ۱۷ هزار نفرشان عضو حزب کمونیست بودند و هفتاد نفر هم عضو سرویس اطلاعاتی اتحاد شوروی، که به کا گ ب معروف بود.

### دیدار با روح‌الله خمینی
در ۱۳ دی ۱۳۶۷ پیامی از طرف روح‌الله خمینی توسط هیئت منتخب رهبر وقت ایران در مسکو به میخائیل گورباچف تحویل داده شده بود. در آن نامه روح‌الله خمینی نوشته بود «از این پس کمونیسم را باید در موزه‌های تاریخ سیاسی جهان جستجو کرد» و رئیس‌جمهور وقت شوروی را به مطالعه متون اسلامی دعوت کرده بود.
ادوارد شواردنادزه، در اواخر زمستان سال ۱۳۶۷ خورشیدی، به عنوان وزیر خارجه شوروی و برای رساندن پاسخ نامه میخاییل گورباچف، رئیس‌جمهور وقت شوروی به روح‌الله خمینی به ایران سفر کرد. پاسخ نامه گورباچف در روز هفتم اسفند ۱۳۶۷ توسط ادوارد شواردنادزه و در جماران تهران به اطلاع روح‌الله خمینی رسید.
سفر شواردنادزه به ایران در نوع خود بی‌حاشیه نبود چرا که روح‌الله خمینی در هنگام ملاقات با شواردنادزه رفتار دیپلماتیک معمول در آن زمان را رعایت نکرد.

## شواردنادزه پس از فروپاشی شوروی
در سال ۱۹۹۲، گرجستان اولین رئیس‌جمهور خود، زویاد گامساخوردیا را در انتخابات برگزید. اما چند ماه بعد و در پی کودتا علیه دولت گامساخوردیا، عملاً اداره امور به دوش شواردنادزه افتاد که پست ریاست مجلس و همچنین ریاست شورای ریاست گرجستان را به عهده داشت. او در سال ۱۹۹۵، رسماً از طریق صندوق رای به عنوان دومین رئیس‌جمهور کشور تازه‌استقلال‌یافته گرجستان انتخاب شد. در سال ۲۰۰۰ بار دیگر به این مقام رسید. گرجستان تحت اداره شواردنادزه به غرب و به‌ویژه به آمریکا بسیار نزدیک شد. او می‌خواست گرجستان عضو پیمان دفاعی آتلانتیک شمالی (ناتو) شود. دولت شواردنادزه از آمریکا کمک‌های اقتصادی و نظامی قابل توجهی دریافت کرد. وی گرجستان را در مسیر پایان دادن به بی‌ثباتی و جنگ داخلی رهبری کرد، اما در سال ۲۰۰۳ و جریان وقوع انقلاب گل رز به رهبری میخیل ساآکاشویلی، از مقام ریاست جمهوری استعفا داد و آخرین سال‌های عمر را، به دور از سیاست، در منزل مسکونی خود، واقع در تفلیس گذراند. وی خاطراتش را نیز منتشر کرد.

## مرگ
او بعد از یک دوره طولانی بیماری در روز دوشنبه ۷ ژوئیه ۲۰۱۴ در ۸۶ سالگی در تفلیس درگذشت. این خبر را «مارینا داویتاشویلی»، دستیار شواردنادزه، در یک کنفرانس خبری اعلام کرد.